# Barrage hydroélectrique de la Sondu Miriu
Le barrage hydroélectrique de la Sondu Miriu se trouve dans le comté de Kisumu au Kenya, sur le Sondu Miriu. Construit avec l'aide de l'État japonais, il fournit une puissance de 60 MW et fonctionne en amont de la localité de Ramba.